# Raudnei
Raudnei Aniversa Freire (ur. 18 lipca 1965) – brazylijski piłkarz występujący na pozycji napastnika.

## Kariera klubowa
Od 1985 do 2000 roku występował w klubach Juventus, FC Porto, Deportivo La Coruña, CF Os Belenenses, Gil Vicente, Guarani FC, Castellón, Santo André, EC Bahia, Araçatuba, Kyoto Purple Sanga, America, Ituano, São Caetano, Paraná Clube, Portuguesa, EC Juventude i União São João.